# Martin Mičura
Martin Mičura (17. září 1883 Dlhé Pole – 31. května 1946 Moskva) byl slovenský právník, politik a meziválečný poslanec Národního shromáždění za Československou stranu lidovou, který vedl na Slovensku samostatnou organizaci převážně českých lidovců jako konkurenci slovenských ľudáků.

## Biografie
Vystudoval právnickou školu. Působil jako advokát, později ve významných funkcích v soudním systému na Slovensku a podílel se na župním zákoně. Koncem roku 1918 patřil Mičura mezi čtveřici slovenských katolicky orientovaných politiků (zejména Andrej Hlinka), kteří zde zakládali obnovenou Slovenskou ľudovou stranu (SĽS). Stal se v ní místopředsedou. V rámci vedení strany jinak dominované členy katolického kléru patřil k nemnoha laickým politikům. Zastával i vládní posty. V letech 1920–1922 byl v první vládě Jana Černého a ve vládě Edvarda Beneše ministrem pro správu Slovenska.
Ačkoliv SĽS zprvu spolupracovala s Československou stranou lidovou (ČSL), v roce 1921 došlo k rozporům ohledně národní politiky a jednotný poslanecký klub se pak rozpadl na českou (lidoveckou) a slovenskou (ľudáckou) část. Po svém působení v úřednícké vládě podal na jaře 1923 žádost o opětovný vstup do Slovenské ľudové strany, která však byla odmítnuta z důvodů jeho pro-československého směřování. V parlamentních volbách v roce 1925 pak došlo k separátní kandidatuře převážně českých lidovců na Slovensku a v roce 1927 i ke vzniku zvláštní zemské organizace této strany na Slovensku. Vzhledem k tomu, že se Mičura také neztotožňoval s národnostní politikou SĽS, přidal se k lidovcům a dokonce se stal předsedou v jejich nové slovenské organizaci. SĽS na tento krok reagovala přijetím Hlinkova jméno (HSĽS). Ta část slovenské společnosti, která vnímala krok ČSL jako zradu, pak slovenské lidovce nazývala pejorativně podle předsedy „mičuráci“.
Poté, co byl Mičura v roce 1925 zvolen za lidovce do Národního shromáždění, obhájil mandát i v parlamentních volbách v roce 1929 a parlamentních volbách v roce 1935. Poslanecké křeslo si oficiálně podržel do 21. března 1939. Tiskovým orgánem slovenské lidovecké organizace byl list Ľudová politika.
V letech 1931–1939 zastával funkci předsedy vrchního soudu v Bratislavě a roku 1939 se stal prvním prezidentem slovenského Nejvyššího soudu. Podílel se na legislativě Slovenského státu a publikoval odborné právnické články. V letech 1943–1945 byl místopředsedou státní rady Slovenské republiky. Po konci války by v červenci 1945 zbaven funkce předsedy nejvyššího soudu a čelil trestnímu oznámení. Koncem září 1945 byl zatčen příslušníky NKVD a sovětské armády v nemocnici v Bratislavě, internován a následně odvlečen do Sovětského svazu, kde zemřel. Datum úmrtí bylo stanoveno oficiálně na 31. květen 1946.